# Nati nel 1311
| Questa pagina contiene informazioni ricavate automaticamente dalle voci biografiche con l'ausilio del template Bio e di un bot. L'aggiornamento è periodico e automatico e ricostruisce completamente la pagina. Se manca una persona in questa lista, sei pregato di non aggiungerla, ma accertati piuttosto che la sua voce biografica contenga il template Bio e che i dati anagrafici siano correttamente compilati. Se il template Bio manca, inseriscilo tu stesso o, in alternativa, metti l'avviso {{tmp\|Bio}} che ne segnala la mancanza. Se i dati riportati sono sbagliati, correggi direttamente la voce biografica; le modifiche saranno visibili in questa lista entro pochi giorni. Per chiarimenti vedi il progetto biografie. La lista contiene solo le 11 persone che sono citate nell'enciclopedia e per le quali è stato implementato correttamente il template Bio. Pagina aggiornata al 18 mar 2025. |

- 28 gennaio - Giovanna II di Navarra, regina († 1349)
- 29 marzo - Amedeo III di Ginevra, conte († 1367)
- 1º luglio - Liu Ji, politico, funzionario e poeta cinese († 1375)
- 13 agosto - Alfonso XI di Castiglia, sovrano spagnolo († 1350)
- Pietro I di Borbone, nobile francese († 1356)
- Giovanni II di Namur, marchese († 1335)
- Pietro Petroni, religioso italiano († 1361)
- Bettina D'Andrea, giurista italiana († 1355)
- Bianca de la Cerda, nobile spagnola († 1341)
- Margherita II di Hainaut, contessa († 1356)
- Wigand di Marburgo, storico tedesco († 1394)